# Curtiss BF2C Goshawk
Curtiss Model 67 BF2C-1 Goshawk & Model 68 Hawk III là một loại máy bay hai tầng cánh của Hải quân Hoa Kỳ trong thập niên 1930.

## Quốc gia sử dụng

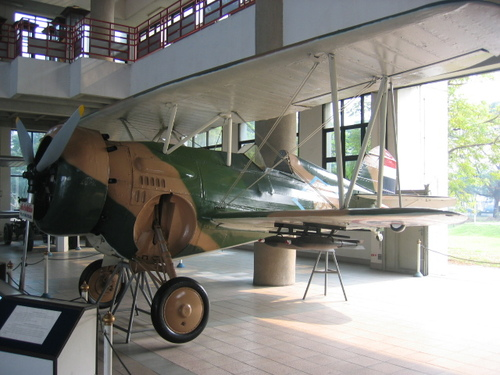
Curtiss BF2C Goshawk tại Bảo tàng Không quân Hoàng gia Thái Lan

Argentina
- Không quân Argentina

 Đài Loan
- Không quân Cộng hòa Trung Hoa

 Thái Lan
- Không quân Hoàng gia Thái Lan

 Thổ Nhĩ Kỳ
- Không quân Thổ Nhĩ Kỳ

 Hoa Kỳ
- Hải quân Hoa Kỳ

## Tính năng kỹ chiến thuật (BF2C-1)
Dữ liệu lấy từ "The Complete Encyclopedia of World Aircraft" Editors: Paul Eden & Soph Moeng, 2002, ISBN 0-7607-3432-1, page 515.
Đặc điểm tổng quát
- Kíp lái: 1
- Chiều dài: 23 ft 6,25 in (7,17 m)
- Sải cánh: 31 ft 6 in (9,6 m)
- Chiều cao: 9 ft 11,5 in (3,03 m)
- Diện tích cánh: 262 ft² (24,34 m²)
- Trọng lượng rỗng: 3.326 lb (1.509 kg)
- Trọng lượng cất cánh tối đa: 4.552 lb (2.065 kg)
- Động cơ: 1 × Wright R-1820-04 "Cyclone", 770 hp (574 kW)

 Hiệu suất bay 
- Vận tốc cực đại: 225 mph (362 km/h)
- Vận tốc hành trình: 157 mph (253 km/h)
- Tầm bay: 725 mi (1.167 km)
- Trần bay: 27.000 ft (8.230 m)
- Vận tốc lên cao: 2.150 ft/phút (655 m/phút)

Trang bị vũ khí

- 2 × súng máy Browning ,30 in (7,62 mm)
- 1 × quả bom 215 kg (474 lb) hoặc 2 quả bom 53 kg (117 lb)